# Catholicisme au Japon

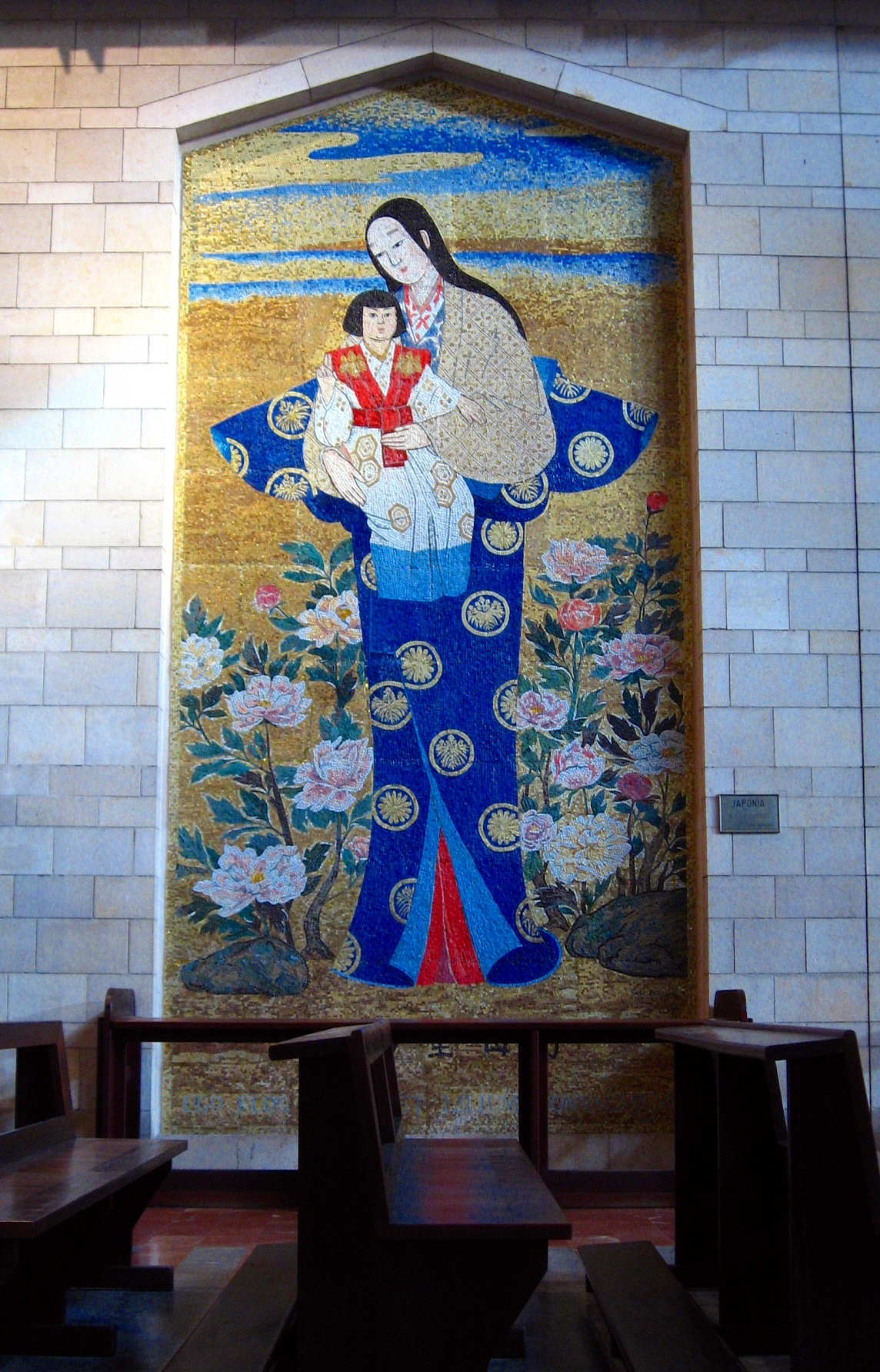
Mosaïque japonaise de la Vierge et l'Enfant, dans la Basilique de l’Annonciation (Nazareth).

Le catholicisme est une confession présente au Japon depuis le XVIe siècle. L'Église catholique au Japon est formée de diocèses en communion avec l'Église catholique universelle se trouvant sous la conduite spirituelle du pape, évêque de Rome.
Le christianisme est introduit dans les îles du Japon par les missionnaires jésuites, en particulier saint François Xavier qui débarque en 1549.

## Histoire

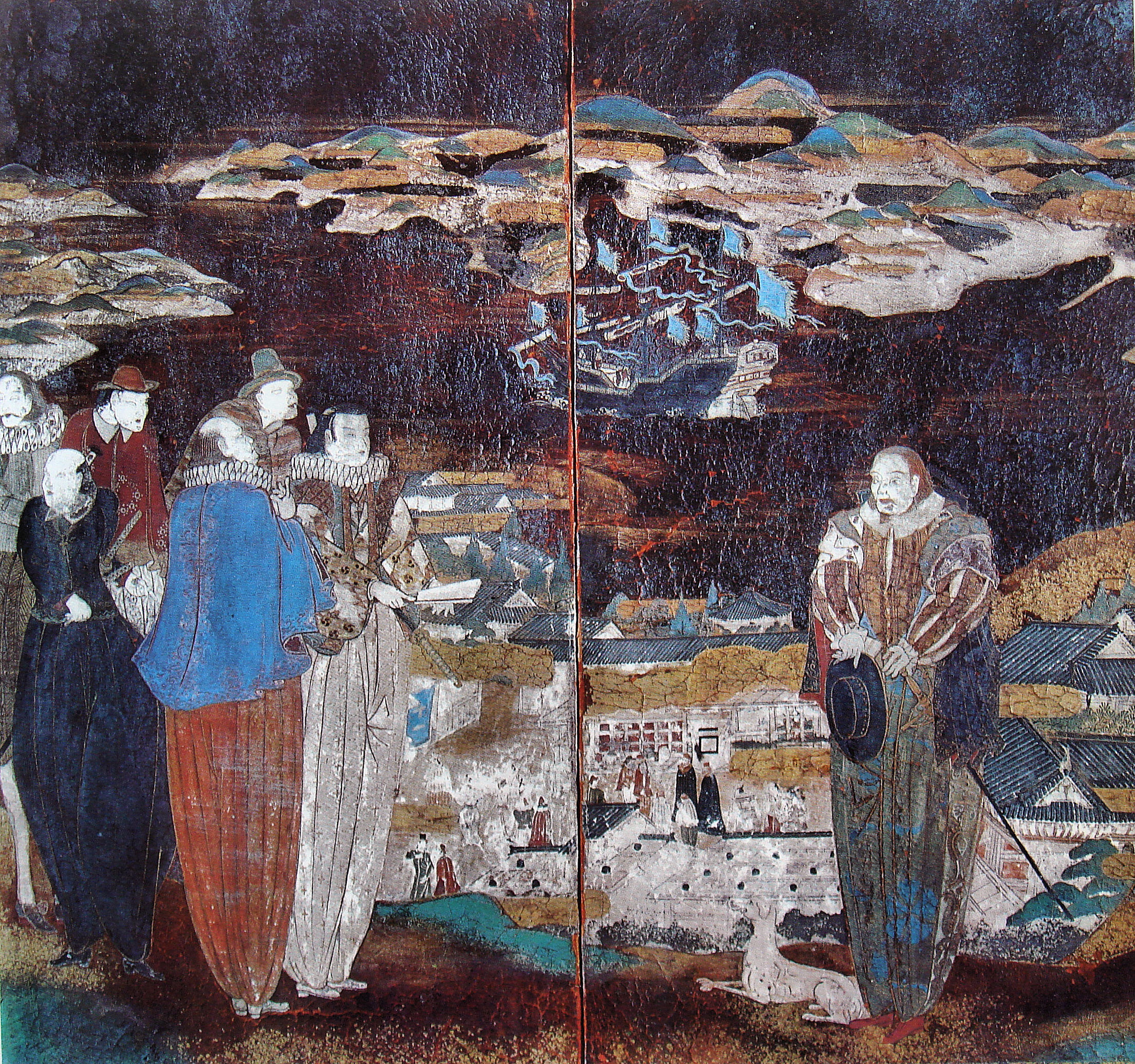
Chrétiens japonais en costume portugais,.

Les premières activités missionnaires lancées par les jésuites, dont François-Xavier, débutent en 1549. Ils sont rejoints par les Ordres mendiants espagnols. Pendant la trentaine d'années qui suit la mort de François-Xavier, le christianisme se développe dans la région de Kyushu doucement mais sans heurts. Les catholiques portugais ont également fondé la ville de Nagasaki, considérée comme le centre chrétien le plus important en Extrême-Orient. L'archidiocèse de Nagasaki est historiquement le plus important du pays,.
Le shogun Toyotomi Hideyoshi décide l'expulsion du pays des missionnaires en 1587, car il perçoit l'influence des jésuites, mais surtout des franciscains, comme une menace pour son pouvoir personnel. Toutefois, pour des raisons d'ordre économique ce décret est peu appliqué.
Un premier diocèse - le tout premier d'Extrême-Orient - est toutefois créé à Funai (aujourd'hui Oita) en 1588. Mais bientôt une violente opposition s'élève. Le 5 février 1597, 26 catholiques sont crucifiés à Nagasaki, et en 1614, le shogunat Tokugawa interdit le christianisme : les missionnaires sont expulsés. En 1624, les Espagnols sont tous expulsés. En 1637-1638 la rébellion chrétienne de Shimabara est réprimée par le massacre des insurgés, et suivie de l'expulsion des Portugais du Japon. Le pays est fermé entre 1641 et 1853 : aucun étranger ne peut entrer, ni aucun Japonais ne peut sortir sous peine de mort.

### Renouveau du catholicisme au Japon?

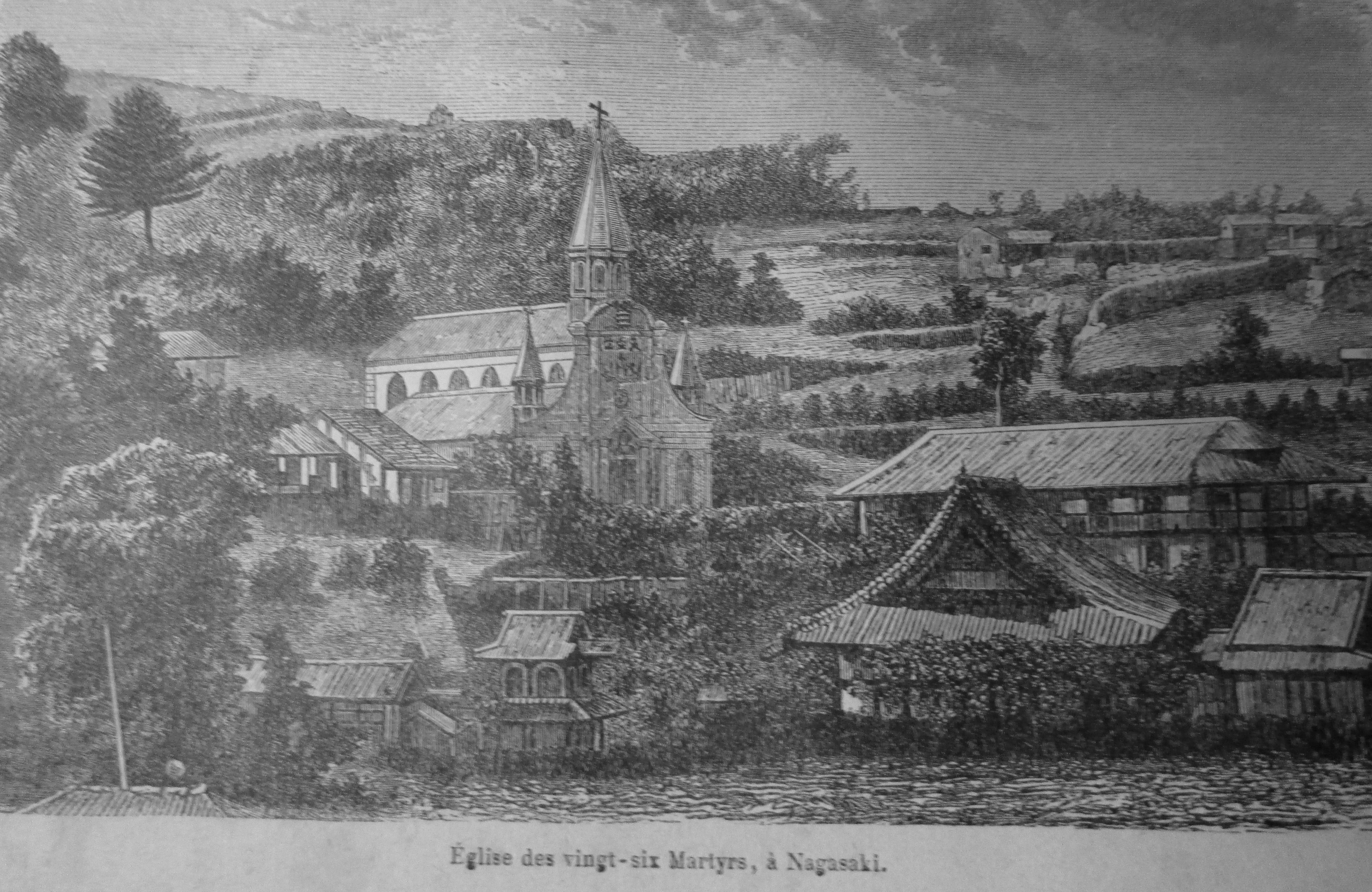
Vue de la première église des Vingt-Six-Martyrs de Nagasaki en 1885.

Au milieu du XIXe siècle, jusqu'au milieu du XXe siècle, ce sont les missionnaires français des Missions étrangères de Paris qui prennent la relève et fondent plusieurs vicariats apostoliques. Ainsi des prêtres des Missions étrangères de Paris s’établissent à Nagasaki. Le prêtre missionnaire Bernard Petitjean y construit la basilique des Vingt-Six Saints Martyrs du Japon ou église d'Ōura (大浦天主堂, Ōura Tenshudō) en 1864. Hara Takashi fut le premier catholique à devenir Premier ministre du Japon.
Le sanctuaire de Notre-Dame d'Akita est devenu un centre important de pèlerinages catholiques, à la suite des apparitions mariales intervenues entre 1973 et 1975 à Akita.

### Chrétiens cachés
Kakure kirishitan (隠れキリシタン, japonais pour « chrétiens cachés ») est un terme moderne pour désigner un membre de l'Église catholique japonaise de l'époque d'Edo qui entre dans la clandestinité après la rébellion de Shimabara dans les années 1630,.
Environ 30 000 chrétiens cachés, dont certains ont adopté ces nouvelles façons de pratiquer le christianisme, sortent de cachette quand la liberté religieuse est rétablie en 1873 après la restauration de Meiji. Les kakure kirishitan sont alors appelés mukashi kirishitan (昔キリシタン), c'est-à-dire « anciens » chrétiens, et émergent non seulement des zones traditionnelles chrétiennes de Kyushu, mais aussi d'autres régions rurales du Japon.

## Chrétiens japonais auXXIesiècle

Une carte des voyages de St. François Xavier.

Près de cinq siècles après l'arrivée des premiers missionnaires, il y a en 2017, selon les chiffres des registres paroissiaux, environ un million de catholiques au Japon, dont plus de la moitié est issue de l’immigration[source insuffisante]. On comptait en 2012 approximativement 537 000 fidèles, soit moins de 0,5 % de la population totale du pays.
Ces derniers, arrivés à la faveur de l'ouverture au compte-goutte du pays à l'arrivée d'étrangers il y a une vingtaine d'années, viennent principalement des Philippines. Mais ce sont aussi les représentants des deuxième et troisième générations de ces Japonais ayant émigré en Amérique latine au début du XXe siècle, où ils ont perdu leur langue d'origine et se sont convertis au catholicisme, avant de revenir au Japon. Une situation qui pose de nouveaux défis pastoraux.
Quant aux catholiques japonais, ils ne sont que 450 000 sur près de 127 millions d'habitants, soit 0,36 % de la population totale. Il existe également une petite minorité protestante[source insuffisante].
Ce pourcentage est stable et la communauté ne connaît pas de croissance. Si l'ensemble de l'épiscopat est local depuis 1940, le poids du clergé étranger est encore important dans le pays. Sur environ 1 800 prêtres (religieux ou non), 519 sont des missionnaires étrangers, « un héritage historique »,.
En 2012, le territoire japonais est divisé en seize diocèses, dont trois archidiocèses, et 848 paroisses. 1 589 prêtres sont au service de l'Église.

### Philosophie et mode de vie

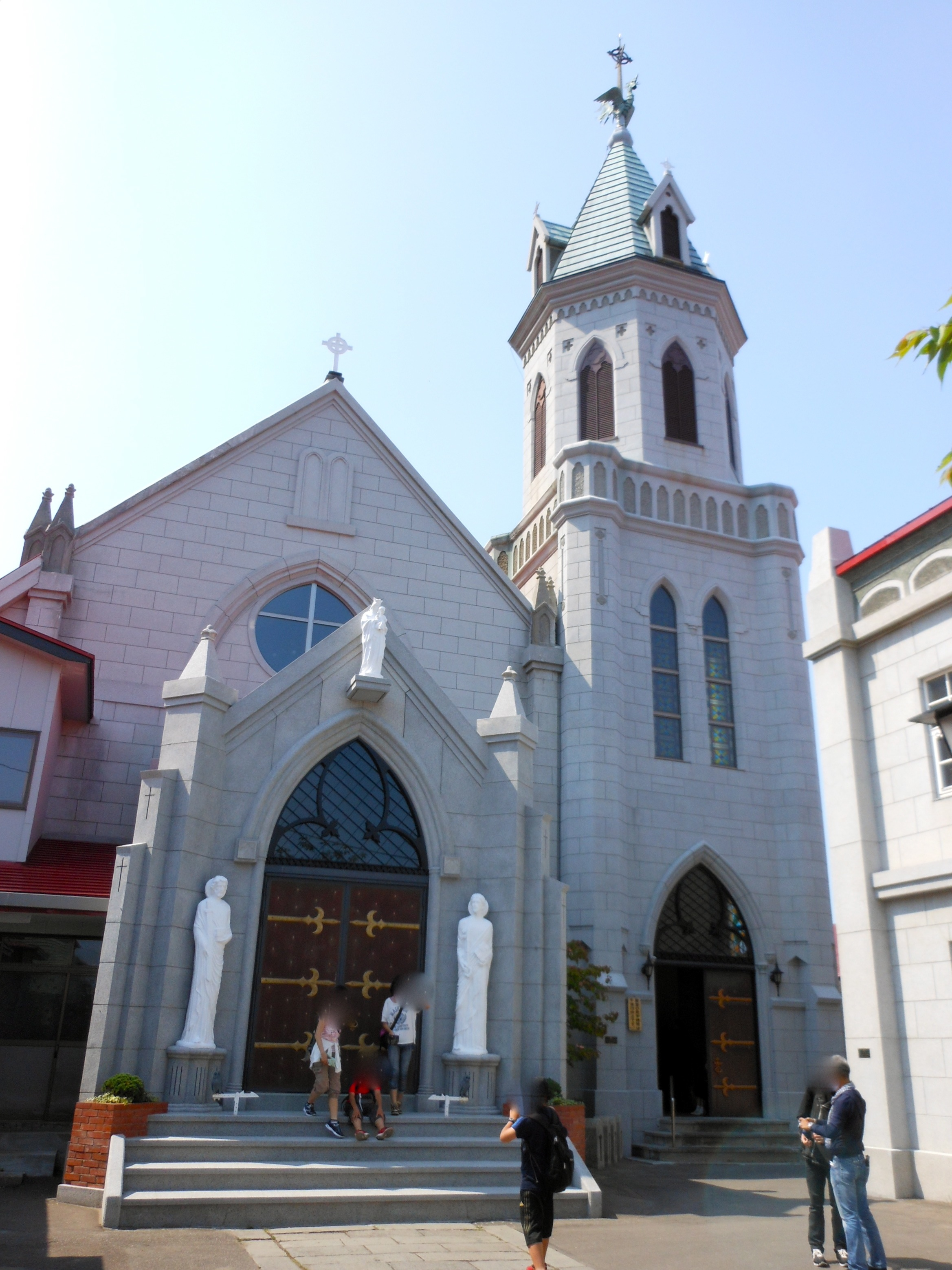
Eglise catholique de Hakodate.

Aujourd’hui, l'abbaye des trappistines (トラピスチヌ修道院, torapisuchinu shūdōin) fondée le 30 avril 1898 (Meiji 31) par 8 sœurs venues de France, près du quartier de Yunogawa dans la ville de Hakodate de la préfecture de Hokkaidō, est le tout premier édifice religieux dédié aux femmes jamais construit au Japon. Il dépend de l'Ordre cistercien de la Stricte Observance fondé en 1892 en France. Le nom de trappistes (trappistines pour les moniales) provient de celui de l'abbaye de La Trappe située à Soligny en Normandie où l'abbé Armand Jean Le Bouthillier de Rancé rétablit les strictes règles d'observance de l'ordre de Cîteaux à partir de 1662. Il désirait retourner à une vie monastique simple et authentique, fondée sur la règle de saint Benoît, selon laquelle le travail manuel alternait avec les prières en commun.
La philosophie et le mode de vie trappiste sont très appréciés au Japon. C'est la seule congrégation catholique qui a connu un véritable engouement au début du XXe siècle dans l'archipel grâce à l'œuvre littéraire de l'écrivain japonais chrétien, Rofū Miki (1889-1964) dans laquelle il relate son expérience de la vie trappiste.

## Diocèses

### Province de Nagasaki
- Archidiocèse de Nagasaki
- Diocèse de Fukuoka
- Diocèse de Kagoshima (en)
- Diocèse de Naha (en)
- Diocèse d'Ōita

### Province d'Osaka

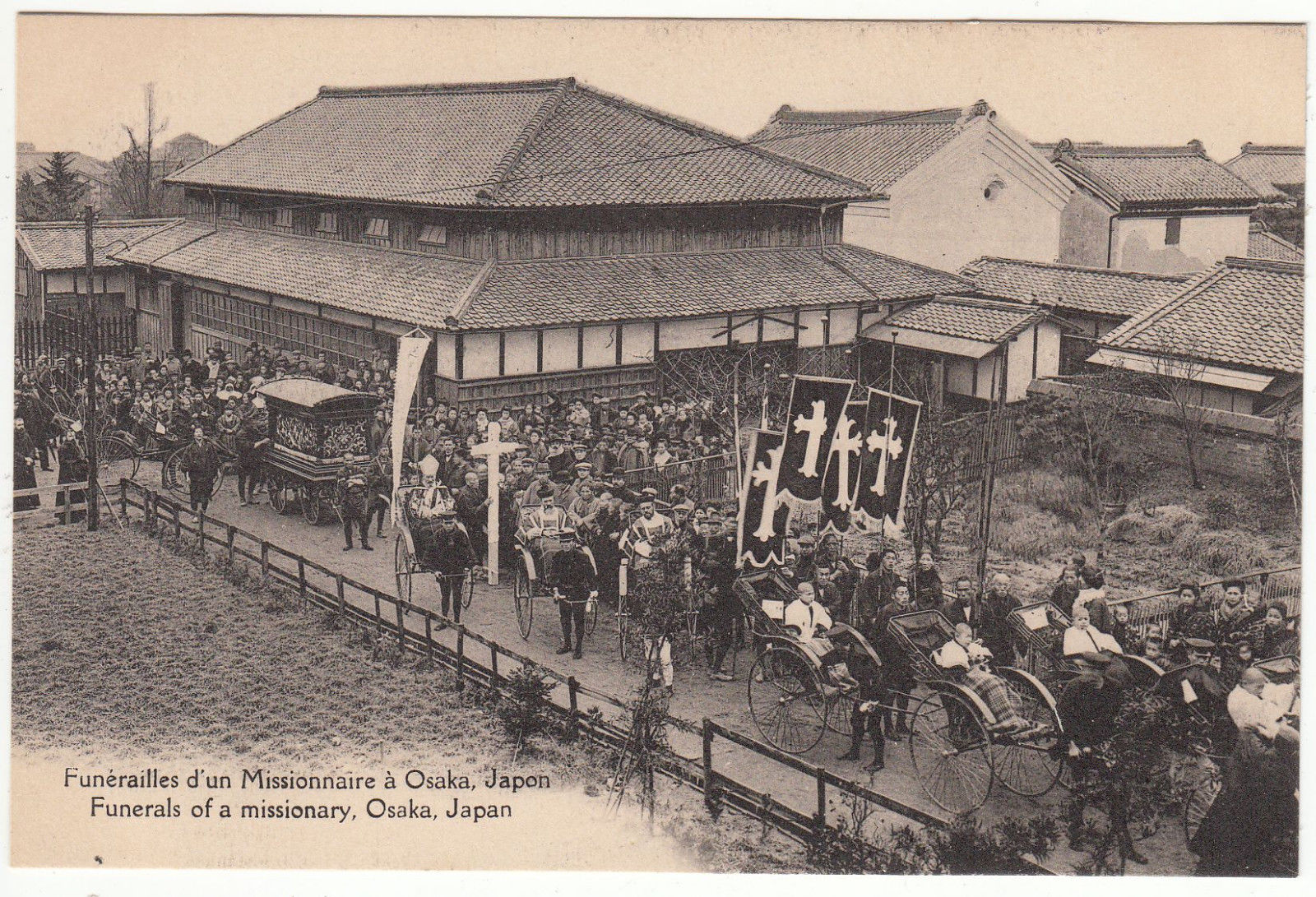
Funérailles d'un missionnaire MEP à Osaka dans les années 1910.

- Archidiocèse d'Osaka
- Diocèse d'Hiroshima
- Diocèse de Kyoto
- Diocèse de Nagoya
- Diocèse de Takamatsu

### Province de Tokyo
- Archidiocèse de Tōkyō
- Diocèse de Niigata
- Diocèse de Saitama
- Diocèse de Sapporo
- Diocèse de Sendai
- Diocèse de Yokohama

## Saints japonais
- Paul Miki
- Jean Soan de Goto
- Jacques Kisaï
- Marine de Nagasaki
- Madeleine de Nagasaki

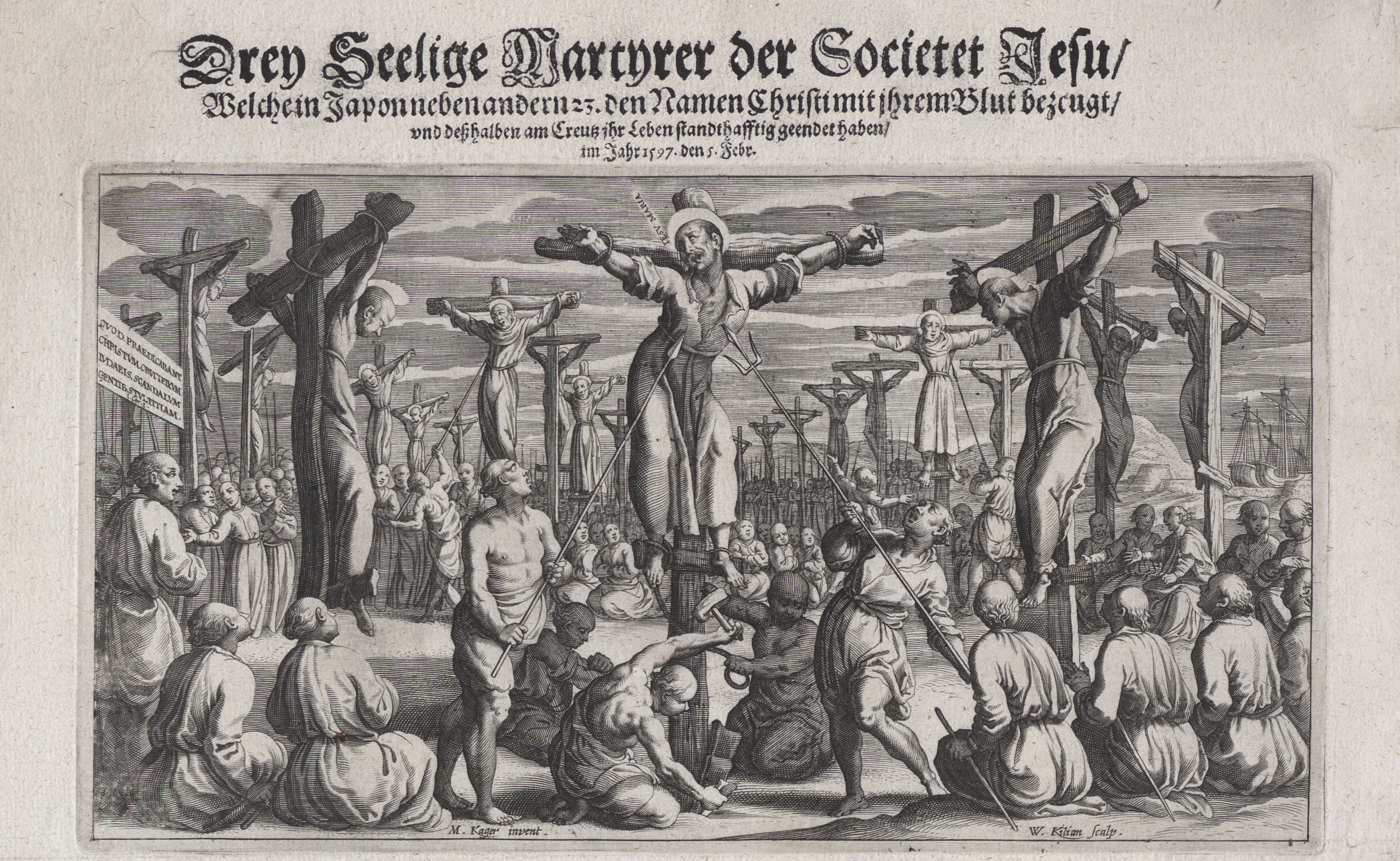
Les martyrs de Nagasaki (1597), gravure de Wolfgang Kilian, 1628.

- Giacomo Kyushei Tomonaga (en), OP (1582 - 1633), prêtre dominicain.